# Terminator (personatge de ficció)
Un terminator, també dit Cyberdyne Systems Model 101 o T-800, és un personatge de la saga Terminator interpretats per Arnold Schwarzenegger i nombrosos altres actors semblants a Schwarzenegger i sobreposats digitalment. El terminator en si forma part d'una sèrie de màquines creades per Skynet per a missions d'infiltració i magnicidi. Tot i ésser un androide semblant als humans, ell generalment es descriu a si mateix com un organisme cibernètic format per teixit viu sobre un endoesquelet robòtic; encara que no sigui un cíborg, sinó un androide.
La primera aparició del terminator va ser com l'antagonista homònim de The Terminator, una pel·lícula de 1984 dirigida i co-escrita per James Cameron. Malgrat que el terminator original va ser destruït, a les seqüeles apareixen altres màquines amb el mateix aspecte. A Terminator 2: Judgment Day, Terminator 3: Rise of the Machines, Terminator Genisys, i Terminator: Dark Fate, el terminator de Schwarzenegger és parcialment o completament un protagonista en lloc d'un antagonista, i normalment s'ha d'enfrontar a altres terminators enviats per Skynet o, en Dark Fate per una nova IA independent designada com Legion. A Terminator Salvation i Dark Fate, el personatge també apareix breument com a antagonista. En el context de les històries, el fet de tenir diversos robots que semblin iguals proporciona una certa continuïtat dels personatges humans al llarg de la saga amb l'explotació de la seva familiaritat emocional amb un determinat visatge "humà" associat a cert "model". El títol "terminator" també és un nom genèric per a personatges que simulen ésser humans en la franquícia Terminator, com ara l'antagonista T-1000 de Judgment Day.

## Nomenclatura dels personatges
Comunament conegut com el terminator, el personatge també rep designacions més específiques que ajuden a distingir-lo d'altres terminadors produïts en massa que apareixen en cadascuna de les seqüeles. Els títols de crèdit dels tres primers films Terminator anomenen els personatges d'Arnold Schwarzenegger simplement com "terminator", mentre que a Terminator Genisys, apareix com "Guardià". A Terminator Salvation, el personatge és acreditat i referenciat com "T-800", mentre que a Terminator: Dark Fate el personatge és acreditat com "T-800 / Carl".
En els dos primers films i en Dark Fate es refereixen al personatge com el "Model 101 de Cyberdyne Systems". A Terminator 3: Rise of the Machines (T3), és referenciat com "T-101". Aquest nom també apareix a les novel·les T2. El nom "T101" va ser usat el 1991 a les versions per a Amstrad CPC i ZX Spectrum del videojoc d'ordinador Terminator 2. En l'Edició Extrem de T2 en DVD, i al videojoc "Terminator 2: Judgment Day", es refereixen a ell com sent de sèrie 800 i com un T-800. Tràilers i escenes eliminades de Terminator 2: Judgment Day identifiquen el terminator concretament com un "Model 101 sèrie 800 de Cyberdyne Systems ". Els extres en DVD de T3 es referien a ell com un "Model 101 sèrie 850", un "T-850", i un "T-101". La novel·lització de la tercera pel·lícula també fa referència al personatge com T-850, descrit com una versió més actualitzada del T-800. Terminator Salvation té el primer ús en pantalla del terme T-800, un nom que també és emprat en Terminator Genisys. A més, en una de les primeres escenes de Terminator Genisys, una veu automatitzada a les instal·lacions de Skynet fa referència a una versió més jove del personatge i li diu "Model 101".
La majoria del marxandatge a T2 i T3 —comercialitzat en el moment dels seus llançaments de manera retroactiva— va usar les nomenclatures de T-800 i T-850, contribuint a que aquesta designació tingui probablement l'ús més popular i àmpliament difós; sobretot per juxtaposició directa amb els anomenats T-600s i T-1000. Entre aquest marxandatge s'incloïen miniatures d'Action Masters, estatuetes de Cinemaquette, rèpliques de Sideshow Collectibles, estatuetes de Hollywood Collectibles, models per a armar ArtFX, figures Medicom, i productes de Hot Toys i McFarlane Toys.
Específicament els personatges terminator interpretats per Schwartzenegger també reben diversos noms o sobrenoms individuals. A Terminator 2: Judgment Day, John Connor presenta el Model 101 a sa mare com "Oncle Bob". A Terminator Genisys, Sarah Connor es refereix al T-800 com "Pops" ("papa" o "papà"). A Terminator: Dark Fate el personatge és anomenat "Carl".

### Aparença física
Als comentaris del director de T2, Cameron afirma que tots els Models 101 s'assemblen a Schwarzenegger, amb un 102 assemblant-se a algú altre, fet que insinua que el 101 es refereix a l'aspecte físic mentre que el 800 es refereix a l'endoesquelet comú a molts models. Una escena eliminada de la versió cinemàtica, però restaurada a l'Edició Especial de Terminator 2, li dona la màxima credibilitat a aquesta explicació: John i Sarah Connor apaguen el terminator a través d'una modificació segons les seves instruccions. Quan ell es reinicialitza, a la part superior esquerra de la seva HUD posa "Sèrie 800 Model 101 Versió 2.4 de Cyberdyne Systems". A més, en l'anunci d'intriga de Terminator 2 se certifica més això en un monitor de visualització durant la regeneració de teixits per part l'androide, fent referència a la "Sèrie 800 Model 101".

## Aparicions
Un terminator model 101 de Cyberdyne Systems amb teixit viu sobre endoesquelet metàl·lic, interpretat per Schwarzenegger, és l'antagonista principal de The Terminator; el primer terminator. Altre model 101, que va ser reprogramat per la resistència humana del futur, és el protagonista de Terminator 2: Judgment Day. A Terminator 3: Rise of the Machines, Schwarzenegger interpreta un terminator dit T-101. El seu personatge és destruït al final de cadascuna d'aquestes pel·lícules. El quart lliurament, Terminator Salvation, revela l'origen del personatge. Roland Kickinger va ser elegit d'actor principal, però es va emprar CGI per a superposar la cara de Schwarzenegger de la pel·lícula original de 1984. A la cinquena entrega, Terminator Genisys, Schwarzenegger interpreta un T-800 envellit (reprogramat per un tercer) i es converteix en una figura paternal per a una jove Sarah Connor d'una línia temporal alternativa, i Brett Azar interpreta el terminator original de la primera pel·lícula; amb la semblança de Schwarzenegger utilitzada amb CGI. A la sisena pel·lícula, Terminator: Dark Fate, Schwarzenegger una vegada més interpreta un T-800 envellit que va aconseguir matar a John Connor 3 anys després dels esdeveniments de Judgment Day. A causa de la desaparició de Skynet el T-800 sembla haver guanyat autoconsciència i s'ha integrat en la societat humana, adoptant el nom de "Carl" i desenvolupant l'equivalent a una consciència amb remordiments en descobrir com va afectar la mort de John a Sarah Connor. Azar també torna al seu anterior paper, interpretant Carl de jove en la seqüència d'obertura (de nou amb la semblança de Schwarzenegger per sobre).

### The Terminator
El Model 101 és enviat enrere en el temps amb l'objectiu d'eliminar una sola persona, Sarah Connor (Linda Hamilton), el 1984, i així prevenir el naixement del seu fill, John, el futur líder de la Resistència Humana. La manca de registres de supervivents en el futur significa només sabia el nom de Sarah i en quina ciutat vivia en aquell moment, resultant que acaba matant altres dos Sarah Connors de la mateixa ciutat abans de trobar la seva presa. Ço permet a Kyle Reese, un soldat enviat del futur perquè protegeixi la Sarah, trobar-la abans que ho faci el terminator. Durant diverses escaramusses, el terminator resisteix les armes de focs contemporànies amb només danys superficials al seu teixit exterior. Després es veu atrapat en una explosió d'un camió cisterna, que només crema el seu recobriment de carn per a exposar-ne la seva naturalesa mecànica; tot i que també li causa dany a una cama, alentint-lo. Després que Kyle se sacrifica per matar el terminator amb un bomba de tub que destruïx les seves cames per complet, Sarah aixafa l'endoesquelet restant amb una premsa hidràulica i el mata definitivament.

### Judgment Day
Un Model 101 és capturat per la resistència, reprogramat pel futur John Connor (Michael Edwards), i enviat a la dècada dels 1990 a protegir el jove John (Edward Furlong) d'un futur T-1000 (Robert Patrick) enviat per a matar-lo. Mentre interactua amb els Connors, que treballen per evitar el Dia del Judici (una escena de la versió de llarga durada de la pel·lícula mostra els Connors reprogramant explícitament el terminator perquè sigui capaç d'aprendre al marge de la programació predeterminada de només lectura de Skynet), a aquest Model 101 se li ensenyen diferents termes jovenívols, com ara "Hasta la vista, baby", i és encoratjat a actuar més humà; fins al punt que desenvolupa un paper gairebé paternal vers John. Sarah deixa caure que el Model 101 és la primera figura masculina que John ha tingut mai que li pugui garantir que serà sempre allà per ell. El T-1000 persegueix a Sarah, John i el Model 101 fins a una fàbrica d'acer i aclapara el Model 101 fins a deixar-lo inactiu. Tanmateix, el Model 101 activa una font d'energia de reserva i llença el T-1000 a una tina d'acer fos amb un llançagranades.
Conduint a aquests esdeveniments de la segona pel·lícula, Cyberdyne recupera un avantbraç i el xip de CPU malmès del terminator el 1984 i utilitza aquests components per a avançar radicalment en la seva investigació i tecnologia; conduint inevitablement a la creació de l'entitat intel·ligent Skynet. A Terminator 2 John furta els articles del laboratori d'investigació de Cyberdyne i després els llença al dipòsit d'acer per a destruir-los. Com que no pot autodestruir-se, el Model 101 fa que Sarah l'abaixi fins a l'acer fos i així es destrueixi la seva CPU (evitant també que la seva tecnologia sigui usada en Skynet per cap científic boig).

### Rise of the Machines
En el tercer film un T-101 terminator interpretat per Schwarzenegger és reprogramat per a protegir a John Connor (Nick Stahl), així com a la seva futura esposa Kate Brewster (Claire Danes), d'un T-X (Kristanna Loken). El T-X també està dissenyat per a matar altres terminators. El T-101 està alimentat per dues piles de combustible d'hidrogen, i una de les quals després de ser descartada danya el T-X. El T-101 li diu a John que els seus esforços en la segona pel·lícula no van aturar el Dia del Judici, només ho van endarrerir. Amb el temps el T-X usa les seves nanomàquines i s'apodera de les funcions autònomes del T-101, enviant-lo a matar a John i Kate. Atès que la consciència central del T-101 continua intacta i només manca del control físic del seu cos, John és capaç de convèncer el T-101 perquè s'apagui a ell mateix (recordant-li el conflicte entre les seves accions reals i la seva missió programada d'assegurar la seva supervivència i la de Kate). El T-101 més tard es reinicialitza i s'allibera del control del T-X. Mentre John i Kate es retiren a un búnquer a esperar la inevitable guerra nuclear, els terminators són destruïts quan el T-101 fica la seva pila de combustible d'hidrogen en la boca del T-X; donant lloc a una detonació massiva que els destrueix als dos.
També se revela que aquest T-101 va tenir un paper molt important en el futur anterior de John: és ell qui mata a John el 2032 després de ser triat a causa de l'afectació emocional de John vers el seu model, pels esdeveniments de Terminator 2. Posteriorment, el terminator és capturat, reprogramat, i enviat al passat per bé d'assegurar-se que els nous adults John i Kate sobrevisquessin a l'inici de la guerra. Com a resultat de la mort de John en el futur, ell segueix les ordres de Kate en lloc de les de John (a diferència del terminator de la segona pel·lícula).

### Salvation
En el quart film el T-800 té un paper menor, ja que de nou és l'antagonista. Tan aviat com el primer T-800 és activat en aquesta línia temporal, s'enfronta a John Connor (Christian Bale) en una batalla durant l'intent de rescat de Kyle Reese (Anton Yelchin) de la base Skynet de San Francisco. John aguanta amb el seu armament avançat, però és incapaç d'aturar el terminator fins que s'amara en metall fos i després en nitrogen líquid (cosa que el congela temporalment). Mentre John comença a plantar piles de combustible d'hidrogen, el prototip cíborg Marcus Wright (Sam Worthington) arriba i entreté el T-800, sent capaç d'igualar la seva força gràcies al seu propi endoesquelet de metall; però degut a que Marcus que té òrgans biològics, concretament el seu cor humà, el T-800 és capaç d'incapacitar-lo prou temps com per a apunyalar John per darrere, ferint-lo. Marcus s'hi torna travessant el coll del T-800 amb una barra de metall, torcent-la fins que li esclata el cap. Les piles de combustible d'hidrogen exploten just quan John i Marcus escapen, destruint la base i milers de T-800 inacabats amb ella.